# 女真珠王の復讐
『女真珠王の復讐』（おんなしんじゅおうのふくしゅう）は、1956年に新東宝が製作・配給した日本映画。

## 概要
プロレタリア映画運動出身の松崎啓次がペンネーム「青木義久」で書いた小説を原作とする新東宝のヒット作。邦画史上初めて女優のオールヌードシーン(後ろ姿)が描かれた作品。原作の小説は、雑誌『小説と読物』（桃園書房）に掲載され、映画の原作小説集『復讐は誰がやる』（文芸評論社、1957年）に収録されている。

## キャスト
- 香川夏岐：前田通子
- 香川まさ：藤村昌子
- 木崎芳男：宇津井健
- 香川雪子：三ツ矢歌子
- 浅村健二：藤田進
- 野口吾郎：丹波哲郎
- 山内雄三：天知茂
- 石塚良平：沢井三郎
- 石塚アキ：遠山幸子
- 五味大助：芝田新
- 坂巻銀次郎：宮原徹
- 戸田美代：光岡早苗
- 青木蘭子：保坂光代
- 女事務員A：有田淳子
- 女事務員B：藤田博子
- のっぽの虎：菊地双三郎
- とんびの松：高村洋三
- 水野松左衛門：林寛
- 経理部長松井：小倉繁
- 人事課長大林：山田長正
- 小使：石川冷
- 陣：若月輝夫
- 横田刑事：村山京司
- 沖刑事：竹中弘直
- 警官吉川：国創典
- 殿村：有馬新二
- 捜査主任：倉橋宏明
- ホテルボーイA：築地博
- ホテルボーイB：原聖二
- 事務長：信夫英一

## ストーリー
貿易会社の社長が保養先の箱根で殺害され、会社の事務所金庫から多額の現金が紛失した。その日、殺害現場を訪ねたことが判明しているのは、社員の木崎芳男ひとり。捜査当局は木崎の身柄を確保し、続いて木崎の恋人である同僚の香川夏岐にも目を向ける。しかし、夏岐は浅村専務とともに、アメリカ行きの船上にいた。社長の殺害や現金紛失に浅村が関与しているのではないかと疑いをかける夏岐は、或る夜、浅村に甲板に呼び出されて襲われて抵抗した際に波間に転落し、やがて絶海の孤島の浜辺に打ち上げられる…。